# Preis des Deutschen Stahlbaues
Der Preis des Deutschen Stahlbaues ist ein nationaler Architekturpreis, der seit 1972 im Zweijahresrhythmus verliehen wird. Der Preis setzt für die aktuellen Bauaufgaben und die Baukultur in Bezug auf das Material Stahl in Deutschland ein Zeichen. Der Hauptpreis ist mit 10'000€ und der Sonderpreis mit 4'000€ dotiert.

## Preisträger

### 2022
Aufgrund der Corona-Pandemie wurde der Preis nicht vergeben.

### 2020
- Jury: Christoph Ackermann, Regine Leibinger, Christine Neuhoff, Oliver Platz, Jakob Schoof, Susanne Wartzeck (Vorsitz), Thomas Winterstetter

|               | Ort            | Titel                                     | Architekt                                                     | Bauingenieur                                                  | Fotografie |
| ------------- | -------------- | ----------------------------------------- | ------------------------------------------------------------- | ------------------------------------------------------------- | ---------- |
| Stahlbaupreis | Herzogenaurach | adidas World of Sports Arena              | Behnisch Architekten                                          | Werner Sobek                                                  |            |
| Sonderpreis   | Lindau         | Inselhalle Lindau                         | Auer Weber                                                    | Boll und Partner                                              |            |
| Auszeichnung  | Hamburg        | U- und S-Bahnhof Elbbrücken               | Gerkan Marg und Partner                                       | Schlaich Bergermann Partner                                   |            |
| Auszeichnung  | Heilbronn      | Mehr.Wert.Pavillon                        | 2hs Architekten und Ingenieur PartGmbB Hebel Heisel Schlesier | 2hs Architekten und Ingenieur PartGmbB Hebel Heisel Schlesier |            |
| Auszeichnung  | Passau         | Stahltreppe Haus der Jugend               | Reiter-Hahne Architekten + Ingenieure                         | Statik Breinbauer                                             |            |
| Auszeichnung  | Fellbach       | Belvedere Fellbach                        | Barkow Leibinger                                              | Werner Sobek                                                  |            |
| Auszeichnung  | Heilbronn      | Experimenta Heilbronn                     | Sauerbruch Hutton                                             | Schlaich Bergermann Partner                                   |            |
| Auszeichnung  | Tübingen       | Wertstoffhof Morgenstelle Uni Tübingen    | vautz mang                                                    | tragwerkeplus Hochbauplanung GmbH & Co.KG                     |            |
| Auszeichnung  | Berlin         | taz Redaktions- und Verlagsgebäude        | E2A (Piet Eckert und Wim Eckert)                              | Schnetzer Puskas                                              |            |
| Auszeichnung  | Poing          | Kirchenzentrum Seliger Pater Rupert Mayer | Andreas Meck und Axel Frühauf                                 | Haushofer Ingenieure                                          |            |
| Auszeichnung  | Oberberg       | Haus D 6                                  | Aretz Dürr                                                    | IBB Ingenieurbüro für Bauwesen                                |            |

### 2018
- Quellen:[3]
- Jury: Dietmar H. Maier, Heiner Farwick, Michael Arns, Bernhard Hauke, Sandra Hofmeister, Johannes Kister (Vorsitz), Peter Ackermann, Lothar Fehn Krestas

|               | Ort                    | Titel                                   | Architekt                         | Bauingenieur                              | Fotografie |
| ------------- | ---------------------- | --------------------------------------- | --------------------------------- | ----------------------------------------- | ---------- |
| Stahlbaupreis | Chicago                | Trumpf Smart Factory                    | Barkow Leibinger                  | knippershelbig                            |            |
| Sonderpreis   | Kißlegg                | Erweiterung Verkehrskommissariat        | brixner architekten               | Wilhelm + Partner                         |            |
| Auszeichnung  | Bismarckplatz Landshut | Warte Haus                              | Max Otto Zitzelsberger            | merz kley partner                         |            |
| Auszeichnung  | Ensdorf                | Saarpolygon                             | pfeiffer sachse architekten       | Gregull+Spang                             |            |
| Auszeichnung  |                        | Frankie & Johnny                        | Holzer Kobler Architekturen       | Sellmann Ingenieure Partnertges           |            |
| Auszeichnung  |                        | Pausendach / Raucherunterstand Euronics | Muffler Architekten               | Breinlinger Ingenieure                    |            |
| Auszeichnung  | Hamburg                | Wohnhäuser am Saselberg                 | Schulitz Architekten              | Sprysch & Partner                         |            |
| Auszeichnung  | Lippepark Hamm         | Haldenzeichen                           | Berghaus Architekten, Düsseldorf  | Draheim Steel                             |            |
| Auszeichnung  | Berlin                 | 50 Hertz Netzquartier                   | Love architecture and urbanism zt | Inros Lackner SE                          |            |
| Auszeichnung  | Hamburg                | Retheklappbrücke                        | Winking Froh Architekten          | GRASSL Beratende Ingenieure und Sellhorn  |            |
| Auszeichnung  | Shanghai               | HNA Plaza                               | Gerkan, Marg und Partner          | CADG China Architecture Design & Research |            |

### 2016
- Quellen:[4]
- Jury: Uta Graff, Harald Kloft, Christian Schittich, Eckhard Gerber, Heiner Farwick, Eckhard Gerber, Lutz Heese, Hans-Dieter Hegner (BMUB), Juan Lucas Young

|               | Ort               | Titel                                                                                      | Architekt                                                                                     | Bauingenieur | Fotografie |
| ------------- | ----------------- | ------------------------------------------------------------------------------------------ | --------------------------------------------------------------------------------------------- | --- | ---------- |
| Stahlbaupreis | Landsberg am Lech | Serviceteilecenter                                                                         | Ackermann Architekten                                                                         | Beratendes Ingenieurbüro für Bauwesen, Christoph Ackermann                                                          |            |
| Sonderpreis   | Köln              | Das Gerling-Hochhaus – ein Stahlbau der Nachkriegsmoderne                                  | Helmut Hentrich, Hans Heuser; Sanierung: kister scheithauer gross architekten und stadtplaner | HIG Hempel Ingenieure GmbH                                                                                          |            |
| Auszeichnung  | Kassel            | Erweiterung der Zentralmensa der Universität Kassel                                        | Augustin und Frank / Winkler                                                                  | Leonhardt, Andrä und Partner                                                                                        |            |
| Auszeichnung  | Freising          | Isarsteg Nord                                                                              | J2M Architekten                                                                               | IT Bergmeister \| Josef Taferner, Matthias Gander &structures \| Oliver Englhardt B&C Associates \| Antonio Capsoni |            |
| Auszeichnung  | Pforzheim         | Überdachungsbauwerk für den Zentralen Omnibusbahnhof                                       | METARAUM Architekten                                                                          | Engelsmann Peters Beratende Ingenieure GmbH                                                                         |            |
| Auszeichnung  | Münster           | Schlautbogen – Fuß- und Radwegbrücke                                                       | Wolters Partner Architekten und Stadtplaner                                                   | w+b Ingenieure |            |
| Auszeichnung  | Frankfurt am Main | Neubau der europäischen Zentralbank                                                        | Coop Himmelb(l)au                                                                             | Bollinger + Grohmann                                                                                                |            |
| Auszeichnung  | Bamberg           | Umnutzung einer ehemaligen Dominikanerkirche als Aula – Otto-Friedrich-Universität Bamberg | Deubzer König + Rimmel                                                                        | Burges & Döhring |            |
| Auszeichnung  | Bozen             | Sportanlage des Faustballvereins                                                           | Walter Pardeller, Josef Putzer, Michael Scherer                                               | Helmut Niedermair                                                                                                   |            |
| Auszeichnung  |                   | KIT Mathematisches Institut                                                                | ingenhoven architects, Meyer Architekten                                                      | Pfeifer und Partner                                                                                                 |            |
| Auszeichnung  | Berlin            | Fellows Pavilion                                                                           | Barkow Leibinger                                                                              | Hörnicke-Hock-Thieroff                                                                                              |            |
| Auszeichnung  | Darmstadt         | Modulares Innovationscenter der Firma Merck                                                | Henn Architekten                                                                              | Bollinger + Grohmann                                                                                                |            |

### 2014
- Quellen:[5]
- Jury: Amandus Sattler, Christian Schittich, Volker Staab, Julia Bolles-Wilson (Vorsitz)

|               | Ort               | Titel                                                    | Architekt                          | Ingenieur                        | Fotografie |
| ------------- | ----------------- | -------------------------------------------------------- | ---------------------------------- | -------------------------------- | ---------- |
| Stahlbaupreis | Köln-Porz         | Deutsches Zentrum für Luft- und Raumfahrt                | Uta Graff und Glass Kramer Löbbert | DK Kleinjohann GmbH & Co. KG     |            |
| Sonderpreis   |                   | Messe Frankfurt – Ovaldach am Tor Nord                   | Ingo Schrader                      | Bollinger + Grohmann             |            |
| Auszeichnung  | Aachen            | Archäologische Vitrine Elisengarten                      | kadawittfeldarchitektur            | Arne Künstler, Imagine Structure |            |
| Auszeichnung  | Bochum            | Umbau des Pumpenhaus zum Besucherzentrum mit Gastronomie | Heinrich Böll                      | Lederhose, Wittner & Partner     |            |
| Auszeichnung  | München           | Schaustelle                                              | Jürgen Mayer und Partner           | knippershelbig                   |            |
| Auszeichnung  | Raunheim          | Geh- und Radwegbrücke über den Ölhafen                   | schneider + schumacher             | Schüßler-Plan                    |            |
| Auszeichnung  | Herzogenaurach    | adidas Laces                                             | kadawittfeldarchitektur            | Weischede Herrmann und Partner   |            |
| Auszeichnung  | Hamburg-HafenCity | Baakenhafenbrücke                                        | WilkinsonEyre                      | Happold Ingenieurbüro            |            |
| Auszeichnung  |                   | Dorfhaus Kist                                            | Atelier Fischer                    | Heinz Volz                       |            |
| Auszeichnung  | Wolfsburg         | Porsche Pavillon                                         | Henn Architekten                   | Schlaich Bergermann Partner      |            |

### 2012
- Quellen:[6]

|               | Ort                      | Titel                                                     | Architekt | Ingenieur | Fotografie |
| ------------- | ------------------------ | --------------------------------------------------------- | --- | --- | ---------- |
| Stahlbaupreis | Hohenschwangau           | Museum der Bayerischen Könige                             | Volker Staab | IFB Frohloff Staffa Kühl Ecker |            |
| Sonderpreis   | Köln                     | Blau-Gold-Haus                                            | kister scheithauer gross architekten und stadtplaner | Pfau & Helwig |            |
| Auszeichnung  | Dresden                  | Sanierung und Neubau Zentraldepot Albertinum              | Volker Staab | EiSat GmbH Eisenlöffel, Sattler & Partner (Wettbewerb und Vorentwurf), ARGE Erfurth + Partner Beratende Ingenieure und Ingenieurbüro Kless Mueller (Entwurf und Ausführung) |            |
| Auszeichnung  | Glauburg                 | Keltenwelt am Glauberg                                    | kadawittfeldarchitektur | Bollinger und Grohmann |            |
| Auszeichnung  | Oberhausen-Osterfeld     | Museum und Überdachung St. Antony                         | Ahlbrecht Felix Scheid Kasprusch | Schülke/Wiesmann Ingenieur |            |
| Auszeichnung  | München                  | Solardach über dem Carport des Abfallwirtschaftsbetriebes | Ackermann und Partner | Christoph Ackermann |            |
| Auszeichnung  | Bochum                   | Kernsanierung BlueBoxBochum                               | Archwerk Generalplaner – Professor Wolfgang Krenz | T\|S\|B Ingenieurgesellschaft |            |
| Auszeichnung  | Gdansk                   | PGE Arena                                                 | Konsortium Stadion Gdansk unter Federführung von Rhode Kellermann Wawrowsky Architektur+Städtebau mit RKW Rhode Kellermann Wawrowsky Spólska und HPP International | Bollinger und Grohmann und Konsultaxyine Biuro Projektowe ZOLTOWSKI |            |
| Auszeichnung  | Hamburg                  | Viaduktbrücke am Binnenhafen                              | Grundmann + Hein | Ingenieurbüro Grassl und WTM Engineers |            |
| Auszeichnung  | Luxemburg                | Pavillon Madeleine, Karl-Tétange                          | WW+ architektur + management | Schroeder & Associés |            |
| Auszeichnung  | Essen                    | Q1 im ThyssenKrupp Quartier                               | JSWD Architekten und Chaix & Morel et Associés | Werner Sobek (für Fassade Q1), IDN Ingenieurbüro Domke Nachfolger (Tragwerksplanung Gebäude)                                                                                |            |
| Auszeichnung  | Flughafen Frankfurt Main | Skylink-THE SQUAIRE METRO                                 | Lengfeld+Wilisch | Bollinger und Grohmann |            |

### 2010
- Quellen:[7]

|               | Ort                        | Titel                  | Architekt                                     | Ingenieur                            | Fotografie |
| ------------- | -------------------------- | ---------------------- | --------------------------------------------- | ------------------------------------ | ---------- |
| Stahlbaupreis | Kapstadt                   | Cape Town Stadium      | Gerkan, Marg und Partner                      | Schlaich Bergermann Partner          |            |
| Sonderpreis   | Lausitzer Seenland         | Landmarke              | Stefan Giers und Susanne Gabriel              | Seeberger Friedl und Partner         |            |
| Auszeichnung  | Saint-Étienne              | Cité du Design         | LIN Finn Geipel + Giulia Andi                 | Werner Sobek                         |            |
| Auszeichnung  | Moritzburg (Halle (Saale)) | Kunstmuseum Moritzburg | Nieto Sobejano Arquitectos                    | GSE Ingenieure                       |            |
| Auszeichnung  | Mühlberg                   | Elbebrücke „Das Auge“  | Leonhardt, Andrä und Partner und Manuela Kühn | Leonhardt, Andrä und Partner         |            |
| Auszeichnung  | Gemünd (Schleiden)         | Victor-Neels-Brücke    | Jutta Rodeheger                               | Ingenieurbüro Lorenz Cornelissen     |            |
| Auszeichnung  | Stralsund                  | Ozeaneum               | Behnisch Architekten                          | Schweizer GmbH, Beratende Ingenieure |            |
| Auszeichnung  | Friedrichshafen            | Dornier Museum         | Allmann Sattler Wappner                       | Werner Sobek                         |            |
| Auszeichnung  | Garmisch-Partenkirchen     | Große Olympiaschanze   | terrain:loenhart&mayr                         | Mayr Ludescher Partner               |            |

### 2008
|              | Ort       | Titel               | Architekt        | Ingenieur | Fotografie |
| ------------ | --------- | ------------------- | ---------------- | --------- | ---------- |
| Auszeichnung | Stuttgart | Parkhaus Neue Messe | Wulf Architekten |           |            |

### 2006
|              | Ort      | Titel                                      | Architekt                   | Ingenieur                                             | Fotografie |
| ------------ | -------- | ------------------------------------------ | --------------------------- | ----------------------------------------------------- | ---------- |
| Auszeichnung |          | Gedenkstätte Hinzert                       | Wandel Hoefer Lorch         | Schweitzer GmbH (Düsseldorf) als beratende Ingenieure |            |
| Auszeichnung | Biberach | Mitarbeiterrestaurant Boehringer Ingelheim | Kauffmann Theilig & Partner |                                                       |            |
|              |          |                                            | Hans-Günter Merz            |                                                       |            |
|              |          |                                            | Werner Sobek                |                                                       |            |

### 2004
|              | Ort          | Titel                                                  | Architekt                                                         | Ingenieur   | Fotografie |
| ------------ | ------------ | ------------------------------------------------------ | ----------------------------------------------------------------- | ----------- | ---------- |
| Preis        | Köln         | Dönges I                                               | Arno Brandlhuber & Markus Emde, Björn Martenson, Martin Kraushaar |             |            |
| Preis        | Bonn         | Post Tower                                             | Helmut Jahn                                                       |             |            |
| Auszeichnung | Roth         | Stiebertalbrücke                                       | Christian Vogel                                                   | Johann Grad |            |
| Auszeichnung | Radevormwald | Gira Produktionsgebäude                                | Ingenhoven Associates                                             |             |            |
|              | Berlin       | Umbau, Sanierung und Überdachung Olympiastadion Berlin | Gerkan, Marg und Partner mit Hubert Nienhoff                      |             |            |
|              |              |                                                        | Werner Sobek                                                      |             |            |

### 2002
- Quellen:[8]

|              | Ort        | Titel                                           | Architekt                   | Ingenieur | Fotografie |
| ------------ | ---------- | ----------------------------------------------- | --------------------------- | --------- | ---------- |
| Auszeichnung | Osnabrück  | Archäologisches Museum und Park Kalkriese       | Gigon/Guyer                 |           |            |
| Auszeichnung | Meiningen  | Forschungs- und Entwicklungszentrum der ADVA AG | Kauffmann Theilig & Partner |           |            |
| Anerkennung  | Düsseldorf | Kunstsammlung Ständehaus                        | Kiessler + Partner          |           |            |
| Anerkennung  | München    | Herz Jesu Kirche                                | Allmann Sattler Wappner     |           |            |

### 2000
|  | Ort | Titel | Architekt                 | Ingenieur | Fotografie |
|  | --- | ----- | ------------------------- | --------- | ---------- |
|  |     |       | Hascher Jehle Architektur |           |            |

### 1998
|       | Ort        | Titel                  | Architekt                    | Ingenieur | Fotografie |
| ----- | ---------- | ---------------------- | ---------------------------- | --------- | ---------- |
| Preis | Oberhausen | Haltestelle Neue Mitte | Christoph Parade Architekten |           |            |

### 1994
- Quellen:[9][10]

|             | Ort        | Titel               | Architekt   | Ingenieur      | Fotografie |
| ----------- | ---------- | ------------------- | ----------- | -------------- | ---------- |
| Preis       | Dresden    | Sächsischer Landtag | Peter Kulka |                |            |
| Anerkennung | Regensburg | Eiserne Brücke      | Auer Weber  | Mayr Ludescher |            |

### 1988
|             | Ort         | Titel                    | Architekt    | Ingenieur | Fotografie |
| ----------- | ----------- | ------------------------ | ------------ | --------- | ---------- |
| Anerkennung | Lüdenscheid | Technisches Zentrum ERCO | Uwe Kiessler |           |            |

### 1984
|              | Ort     | Titel              | Architekt                        | Ingenieur | Fotografie |
| ------------ | ------- | ------------------ | -------------------------------- | --------- | ---------- |
| Preis        | München | Rischarts Backhaus | Uwe Kiessler und Hermann Schultz |           |            |
| Auszeichnung |         |                    | Detlef Schreiber                 |           |            |

### 1982
|              | Ort | Titel | Architekt            | Ingenieur | Fotografie |
| ------------ | --- | ----- | -------------------- | --------- | ---------- |
| Preis        |     |       | Mahler Günster Fuchs |           |            |
| Auszeichnung |     |       | Detlef Schreiber     |           |            |

### 1990
|       | Ort      | Titel        | Architekt            | Ingenieur | Fotografie |
| ----- | -------- | ------------ | -------------------- | --------- | ---------- |
| Preis |          |              | Mahler Günster Fuchs |           |            |
|       | Eichenau | Sportzentrum | Peter Seifert        |           |            |

### 1980
- Quellen:[11]

|       | Ort      | Titel      | Architekt                                     | Ingenieur       | Fotografie |
| ----- | -------- | ---------- | --------------------------------------------- | --------------- | ---------- |
| Preis | Hochdahl | Bürgerhaus | Wolfgang Pohl, Ursula Ringleben, Holger Drees | Dieter Glöckner |            |

### 1978
|       | Ort | Titel                                                            | Architekt | Ingenieur | Fotografie |
| ----- | --- | ---------------------------------------------------------------- | --------- | --------- | ---------- |
| Preis |     | Umgestaltung einer Reithalle auf Schloss Gottorf zu einem Museum | Peter Rix |           |            |

### 1976
|              | Ort                      | Titel                    | Architekt            | Ingenieur | Fotografie |
| ------------ | ------------------------ | ------------------------ | -------------------- | --------- | ---------- |
| Preis        | Lorch                    | Sporthalle               | Behnisch & Partner   |           |            |
| Preis        | Karlsbad-Langensteinbach | Heizzentrale Krankenhaus | Rossmann und Partner |           |            |
| Auszeichnung |                          |                          | Ekkehard Fahr        |           |            |

### 1974
|       | Ort     | Titel                                    | Architekt                  | Ingenieur | Fotografie |
| ----- | ------- | ---------------------------------------- | -------------------------- | --------- | ---------- |
| Preis | Hamburg | Pavillon auf dem Gerhart–Hauptmann-Platz | Graf, Schweger und Partner |           |            |

### 1972
|       | Ort        | Titel      | Architekt   | Ingenieur           | Fotografie |
| ----- | ---------- | ---------- | ----------- | ------------------- | ---------- |
| Preis | Düsseldorf | Neue Messe | Heinz Wilke |                     |            |
|       |            |            |             | Max Mengeringhausen |            |